# Majdan Sopocki Pierwszy
Majdan Sopocki Pierwszy (pronunciación en polaco: /ˈmajdan sɔˈpɔtskʲi ˈpjɛrfʂɨ/) es un pueblo ubicado en el distrito administrativo de Gmina Susiec, dentro del Condado de Tomaszów Lubelski, Voivodato de Lublin, en Polonia oriental. Se encuentra aproximadamente a 18 kilómetros al oeste de Tomaszów Lubelski y a 97 kilómetros al sureste de la capital regional Lublin.
El pueblo tiene una población de 510 habitantes.